# Kraftwerk Canutillar
Das Kraftwerk Canutillar (spanisch Central [hidroeléctrica] Canutillar) ist ein Wasserkraftwerk am Reloncaví-Fjord in Chile. Das Kraftwerk liegt in der Región de los Lagos, ungefähr 50 km östlich der Stadt Puerto Montt. Der im April 2015 ausgebrochene Vulkan Calbuco befindet sich ca. 30 km nordwestlich des Kraftwerks. 
Das Kraftwerk Canutillar ging 1990 in Betrieb. Es ist im Besitz der Colbún S.A. und wird auch von Colbún betrieben.

## Chaposee
Der 240 m über dem Meeresspiegel gelegene Chaposee dient als Speicherbecken für das Kraftwerk, das die Höhendifferenz zwischen dem See und dem Reloncaví-Fjord nutzt. Das zur Stromerzeugung nutzbare Volumen beträgt 900 Mio. m³. Dabei kann der Wasserspiegel des Sees zwischen 241 und 221 m schwanken. Der Wasserstand erreichte 2013 mit 223 m ein Minimum, was zu Kritik am Kraftwerksbetreiber Colbún durch Anwohner und Umweltschützer führte.
Am südöstlichen Ende des Sees befindet sich der Einlauf, von dem aus das Wasser durch einen mit Beton ausgekleideten Tunnel (Länge 6,7 km, Durchmesser 4,5 m) zur Fallzone geleitet wird. Dort befindet sich das Wasserschloss (Höhe 71 m, Durchmesser 8 m). Danach wird das Wasser zunächst durch eine senkrechte Druckrohrleitung (Länge 90,5 m, Durchmesser 3,90 m) geleitet. Darauf folgt ein Tunnel mit 15 % Gefälle (Länge 212 m, Durchmesser 3,90 m), der sich schließlich in zwei Tunnel teilt (Länge 115 m, Durchmesser 2,75 m), die zu den Turbinen des Kraftwerks führen.

## Kraftwerk
Das Kraftwerk Canutillar verfügt über eine installierte Leistung von 172 MW. Die durchschnittliche Jahreserzeugung schwankt: sie lag im Jahre 2008 bei 799 Mio. kWh und im Jahre 2007 bei 1,138 Mrd. kWh.
Die zwei Maschinen des Kraftwerks wurden 1990 in Betrieb genommen. Die Francis-Turbinen leisten jede maximal 86 MW. Die Daten der ursprünglich vorgesehenen Maschinen waren: Leistung 64,2 MW und Nenndrehzahl 375/min; Nennspannung der Generatoren 13,8 kV. In der Schaltanlage wird die Generatorspannung von 13,8 kV mittels Leistungstransformatoren auf 154 kV hochgespannt. Von der Schaltanlage führt eine 60 km lange Doppelleitung zum Umspannwerk Puerto Montt.
Die durchschnittliche Fallhöhe beträgt 232,4 m, die maximale 237,4 m. Der maximale Durchfluss liegt bei 32,5 m³/s je Turbine.

## Eigentümer
Canutillar wurde von dem damaligen chilenischen Staatskonzern ENDESA errichtet. 2003 wurde das Kraftwerk für 174 Mio. USD an Minera Valparaíso verkauft, eine Tochter der chilenischen Grupo Matte. Im Jahre 2005 fusionierte Colbún S.A. mit dem Kraftwerksgeschäft von Grupo Matte, wodurch das Kraftwerk Canutillar in den Besitz von Colbún überging.

## Sonstiges
Die Gesamtkosten für das ganze Projekt beliefen sich auf 262 Mio. USD, wobei auf das Kraftwerk selbst 168 Mio. USD entfielen. Bei einer angenommenen Lebensdauer des Kraftwerks von 50 Jahren wurden die Kosten je kWh mit 2,7 bis 3,2 US-cent kalkuliert.